# Селково (хутор, Московская область)
Селково — хутор в Сергиево-Посадском районе Московской области России, входит в состав сельского поселения Селковского (1994—2006 гг. — Селковского сельского округа).

## Население
| 2002 | 2006 | 2010 |
| ---- | ---- | ---- |
| 0    | ↗2   | ↘0   |

## География
Хутор Селково расположен на севере Московской области, в северо-восточной части Сергиево-Посадского района, у границы с Александровским районом Владимирской области, примерно в 81 км к северу от Московской кольцевой автодороги и 29 км к северу от станции Сергиев Посад Ярославского направления Московской железной дороги.
В 10 км юго-восточнее хутора проходит Ярославское шоссе М8, в 21 км к югу — Московское большое кольцо А108, в 9 км к западу — автодорога Р104. Ближайшие населённые пункты — хутор Ремнёво, деревни Ваулино и Звягины Горы.